# 姜在清旧宅
姜在清旧宅位于中国浙江省江山市廿八都镇枫溪村，是一处江山市文物保护单位。
2000年6月21日，姜在清旧宅公布为第四批江山市文物保护单位。